# Namasudra
I Namasudra (anche Namassej o Namassut) è il nome di comunità avarna (senza casta) indiana originaria delle regioni del Bengala (India). La comunità era precedentemente conosciuta come Chandala o Chandal, un termine solitamente considerato diffamatorio. Tradizionalmente sono contadini o barcaioli.
L'organizzazione sociopolitica Namassej Samaj Andolon che dichiara di rappresentare questa comunità.